# Bonstetten ZH
| ZH ist das Kürzel für den Kanton Zürich in der Schweiz. Es wird verwendet, um Verwechslungen mit anderen Einträgen des Namens Bonstetten zu vermeiden. |

Bonstetten (zürichdeutsch älter Baustette [ˈbæʊ̯ˌʃtetːə]) ist eine politische Gemeinde im Bezirk Affoltern (älter: Knonauer Amt, pop. Söiliamt) des Kantons Zürich, Schweiz.

## Geographie

Bonstetten, historisches Luftbild von 1923, aufgenommen von Walter Mittelholzer

Die Gemeinde besteht aus den zwei Teilen Bonstetten-Dorf und Bonstetten-Schachen. Im Quartier Schachen befindet sich auch der Bahnhof Bonstetten-Wettswil auf 527 m ü. M.; Bonstetten-Dorf liegt beim Gemeindehaus/Kirche auf 543 m ü. M. Bonstetten grenzt im Norden an Wettswil am Albis, im Osten an Stallikon, im Süden an Hedingen und im Westen an Islisberg und Birmensdorf.

## Geschichte
Drei Grabhügel aus der Bronze- und der Hallstattzeit bilden die ersten Spuren menschlicher Ansiedlung in Bonstetten. Eine vom Landeigentümer 1994 entdeckte Fundstelle im Weiler Buen («Lätten») wurde 1995 archäologisch untersucht. Eine holzkohlehaltige Fundschicht enthielt Scherben, einen Mühlstein und wenige Knochen. Das Formenspektrum der Keramik weist in die frühe Spätbronzezeit ca. 1000 v. Chr., wie es aus den Gräbern von Neftenbach-Steinmöri und Siedlungsfunden in Andelfingen, Dietikon, Fällanden und Oberengstringen dokumentiert ist.
Im Gibel fand man die Reste eines römischen Wohnhauses.
Erstmals schriftlich als «Boumstettin» erwähnt wird es im Jahr 1122 in einem Dokument des Bistums Konstanz. Eine kleine Burganlage wurde 1989 genauer untersucht. Dabei könnte es sich um den Stammsitz der Herren von Bonstetten handeln, die 1122 mit Henricus de Bonstadin erstmals erwähnt werden.
In der Nachfolger der Habsburger gelangt die hohe Gerichtsbarkeit 1415 an die Stadt Zürich.
Nach dem Dorfbrand von 1783, dem 23 Wohnhäuser – ein Drittel des Dorfes – zum Opfer fielen, erliess die Zürcher Regierung strenge Bauvorschriften für den Wiederaufbau. Mit dem Bau der Waldeggstrasse nach Zürich 1827 und der Eisenbahn 1864 erlebte die Gemeinde einen gewissen Aufschwung.
Von 1943 bis 1945 wurde in Bonstetten ein Arbeitslager für jüdische Flüchtlinge betrieben. Weit über tausend Männer lebten im Verlaufe dieser Zeitspanne im Lager und wurden für Meliorations- und Rodungsarbeiten eingesetzt.

## Wappen
Blasonierung:
In Schwarz mit goldenem Bord drei aneinanderstossende, geschliffene silberne Rauten

## Bevölkerung
| Jahr | Einwohner |
| ---- | --------- |
| 1635 | 495       |
| 1712 | 612       |
| 1850 | 887       |
| 1900 | 691       |
| 1950 | 888       |
| 2000 | 3850      |
| 2005 | 4468      |
| 2010 | 5164      |
| 2015 | 5322      |
| 2020 | 5610      |
| 2022 | 5619      |

## Politik
Gemeindepräsidentin ist Arianne Moser (FDP, Stand 2023).
Bei der Nationalratswahl 2019 erreichten die Parteien folgende Wähleranteile:
SVP 26,12 %, SP 16,74 %, glp 16,24 %, FDP 15,35 %, Grüne 12,37 %, EVP 4,19 %, CVP 3,87 %, BDP 1,28 %, EDU 1,20 % und andere (8) 2,63 %.
Die Wähleranteile bei der Nationalratswahl 2023: SVP 28,14 % (+2,02 %), SP 17,75 % (+1,01 %), glp 15,75 % (−0,49 %), FDP 13,99 % (−1,36 %), Grüne 7,91 % (−4,46 %), Die Mitte 7,15 % (+2,00 %), EVP 3,73 % (−0,46 %), EDU 1,21 % (+0,01 %), Aufrecht Zürich 1,07 %, andere (11) 3,29 %.

## Wirtschaft
Bonstetten ist eine ländliche Agglomerationsgemeinde mit 70 % Wegpendlern.
Die Gemeinde verfügt über je eine Filiale von Coop, Migros und Spar. Die Einkaufsgelegenheiten werden von den beiden Zentren Burgwies und Heumoos geprägt.

## Öffentlicher Verkehr
Im Ortsteil Schachen befindet sich der Bahnhof Bonstetten-Wettswil. Dieser wird bedient von der S 5 Zug – Affoltern a. A. – Zürich HB – Uster – Pfäffikon SZ und der S 14 Affoltern a. A. – Altstetten – Zürich HB – Oerlikon – Wallisellen – Hinwil der S-Bahn Zürich. Zudem verkehrt während der Nächte am Wochenende die SN5 Knonau – Zürich HB – Uster – Pfäffikon SZ . Der Bahnhof Bonstetten-Wettswil ist ab dem Hauptbahnhof Zürich in 20 Minuten erreicht. Der Bahnhof ist mit 528 m ü. M. der deutlich höchstgelegene Bahnhof der Bahnstrecke Zürich–Zug. Der Bahnhof besitzt einen Doppelnamen, befindet sich aber vollständig auf dem Gemeindegebiet von Bonstetten. Der Bahnhof wurde 1864 mit der Strecke Zürich–Zug als Station Bonstetten eröffnet. Der Neubau nach Architekt Thomas Schinkhof wurde 2008 fertiggestellt. Der Bahnhof hat zwei Perrongleise (Gleis 2 und 3), welche durch einen Mittelbahnsteig erreichbar sind. Der Mittelbahnsteig ist durch eine Unterführung mit dem Bahnhofsvorplatz verbunden. Die Unterführung hat je zwei Aufgänge, wovon jeweils eine als barrierefreie Rampe ausgeführt ist. Das dritte Gleis (Gleis 1) ist nicht mit einem Bahnsteig ausgerüstet. Es wird für Rangierarbeiten sowie für das Abstellen von Gleisbauzügen genutzt. In Richtung Zürich gibt es zusätzlich zwei kurze Abstellgleise. Eines von ihnen ist ein Pufferlager für Zisternenwagen mit dem Inhalt Ethylenoxid. Dieses Gleis ist eingezäunt und geschützt, die Standards der Sicherheitstechnik sind erfüllt. Im Bahnhofsgebäude befindet sich ein Convenience Shop von avec, welcher an 365 Tagen im Jahr geöffnet hat. Ebenfalls findet sich in diesem Gebäude ein bedienter Bahnschalter der SBB. Nebst den Schaltern an den Bahnhöfen Zürich Altstetten, Zug und Affoltern a. A. ist Bonstetten-Wettswil der einzige Bahnhof mit einem Bahnschalter, der direkt durch die SBB, und nicht durch einen Drittanbieter, bedient wird. Auf dem Bahnhofsgelände sind 107 Parkplätze verfügbar. Ausserdem gibt es überdachte Veloplätze. Nördlich des Bahnhofgebäudes befindet sich ein Stellwerk. Auf dem Bahnhofsvorplatz wurde mit dem Neubau auch ein Busbahnhof eröffnet. Der Bahnhof Bonstetten-Wettswil ist ein zentraler Umsteigepunkt der Dörfer Bonstetten, Wettswil, Islisberg und Teile Stallikons. Dementsprechend viele Busse bedienen den Bahnhof. Alle sieben Buslinien werden von Postauto (PU Rolf Stutz AG, Jonen) gefahren.
Ab Bonstetten-Wettswil, Bahnhof verkehren mehrere Postautolinien:
200 Affoltern a. A., Bahnhof – Hedingen – Bonstetten-Wettswil, Bahnhof— Zürich, Bahnhof Enge/Bederstr.
205 Bonstetten-Wettswil, Bahnhof – Islisberg, Dorf – Arni AG, Stockacker
210 Bonstetten, Dorfplatz – Bonstetten-Wettswil, Bahnhof – Zürich, Bahnhof Enge/Bederstr. (nur zu Hauptverkehrszeiten)
220 Bonstetten-Wettswil, Bahnhof – Wettswil a. A., Dorf – Waldegg – Zürich, Bahnhof Wiedikon (nur zu Hauptverkehrszeiten)
221 Bonstetten-Wettswil, Bahnhof – Wettswil a. A., Dorf – Bonstetten-Wettswil, Bahnhof (Rundkurs Wettswil)
227 Bonstetten-Wettswil, Bahnhof – Stallikon, Dorf – Birmensdorf ZH, Bahnhof
228 Bonstetten-Wettswil, Bahnhof – Bonstetten, Dorfplatz – Bonstetten-Wettswil, Bahnhof (Rundkurs Bonstetten)
229 Bonstetten-Wettswil, Bahnhof – Wettswil a. A., Dorf – Wettswil a. A., Heidenchilen

## Sehenswürdigkeiten

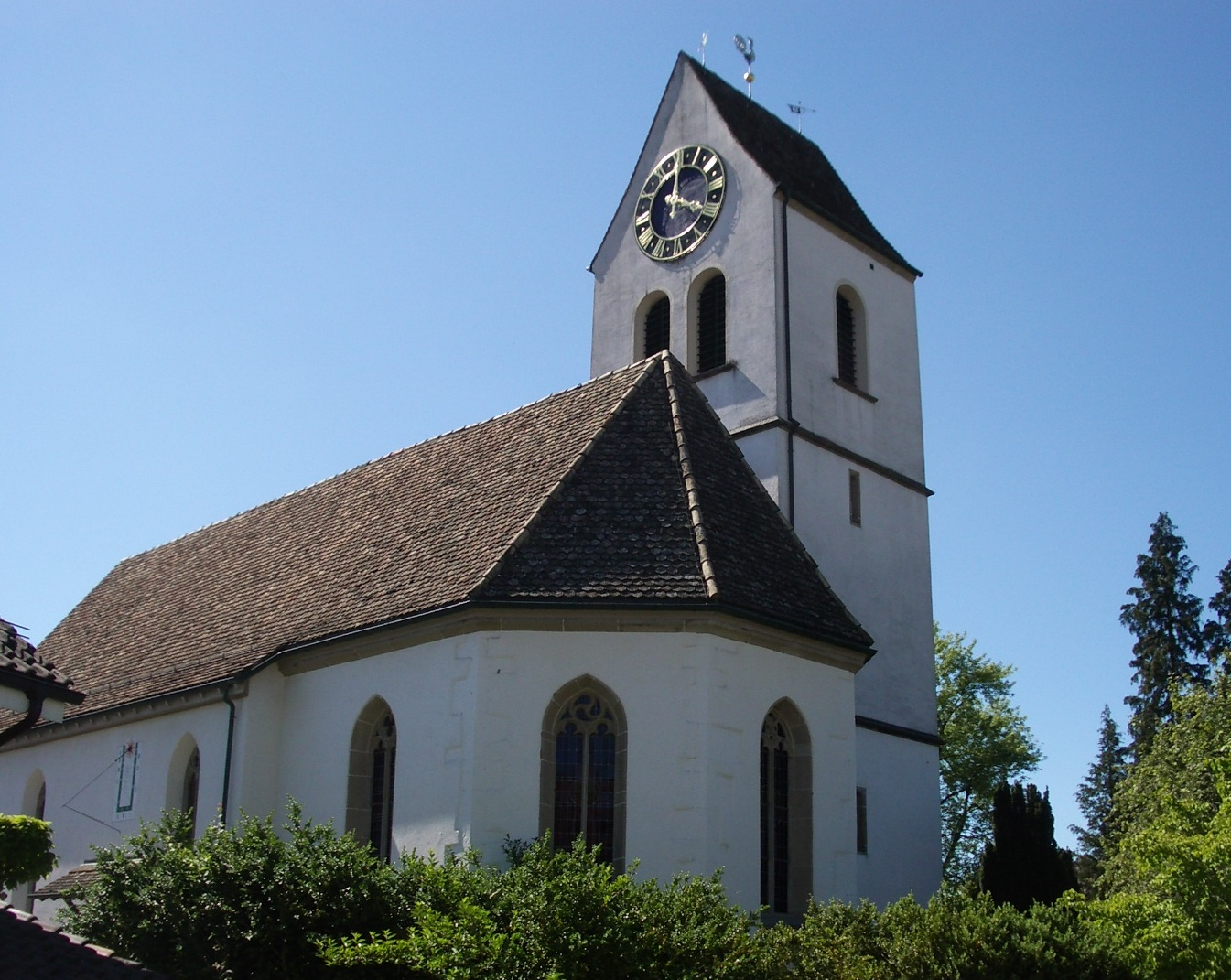
Reformierte Kirche von 1510

Das Turbinenmuseum Bonstetten besitzt eine komplett erhaltene Wasserkraftanlage für landwirtschaftliche Nutzung und eines der zwei letzten Wasserrechte, die vom Kanton Zürich dafür erteilt wurden.
In Bonstetten gibt es vier Kirchen:
- Die reformierte Kirche ist die älteste der Kirchen in Bonstetten. Sie liegt im Dorfzentrum.
- Die römisch-katholische Kirche St. Mauritius steht vis-à-vis dem Bahnhof und wurde 2016 eingeweiht.
- Die neuapostolische Kirche befindet sich an der Schachermatten 16.
- Die Kirche Jesu Christi der Heiligen der Letzten Tage findet sich an der Heumattstrasse 2.

## Bildung
In Bonstetten gibt es Kindergärten, Primarschule und Oberstufe. Die Primarschule umfasst vier Schulhäuser und einen Pavillon sowie Hort und Mittagstisch. Die Bonstetter Sekundarschule wird nebst Bonstetten selbst auch aus den Gemeinden Wettswil, Stallikon und Islisberg (AG) besucht. Umgekehrt besuchen die Bonstetter das Gymnasium in Zürich oder Urdorf.

## Persönlichkeiten
- Johann Jakob Bänninger (1821–1880), Lehrer und Mundartdichter, in Bonstetten verstorben
- Luke Gasser (* 1966), gestaltete 2004 die neuen Glocken der Kirche St. Mauritius und 2016 den Altarraum des Kirchenneubaus  in Bonstetten
- Judith Giovannelli-Blocher (1932–2024), Sozialarbeiterin und Buchautorin, in Bonstetten geboren
- Richard Hessberg (1879–1960), deutscher Augenarzt jüdischer Herkunft, flüchtete 1939 nach Bonstetten
- Max Huwyler (1931–2023), Lehrer in Bonstetten
- Qaasim Illi (* 1982), zum Islam konvertierter Informatiker und Vorstandsmitglied des Islamischen Zentralrats Schweiz (IZRS), heimatberechtigt in Bonstetten
- Matthias Pöhm (* 1960), deutscher Rhetoriktrainer, lebt in Bonstetten
- Wilfried Spinner (1854–1918), Theologe und Missionar, in Bonstetten geboren
- Johann Conrad Wirz (1688–1769), Antistes, war Pfarrer in Bonstetten
- Theo Zingg (1925–1993), Zeitungsverleger und Verlagsmanager, Präsident der Schweizerischen Depeschenagentur, lebte in Bonstetten und verstarb in der Nähe bei einem Autounfall

## Sonstiges
Ein Teil des Filmklassikers Es geschah am hellichten Tag wurde 1958 in Bonstetten im Restaurant Löwen gedreht. Auch der Spielfilm «Polizist Wäckerli in Gefahr» aus dem Jahre 1967 spielte sich teilweise in Bonstetten vor der alten Bäckerei ab.